# NGC 2547
NGC 2547 (другие обозначения — OCL 753, ESO 209-SC18, AM 0808-490) — рассеянное скопление в созвездии Парусов. Открыто Никола Луи де Лакайлем в 1751 году.
Скопление имеет сплюснутую форму, его возраст составляет 40 миллионов лет. NGC 2547 связано со скоплениями NGC 2451B, Collinder 135, UBC 7 и Collinder 140 не только близкими положениями и скоростями в пространстве, но и непрерывным распределением звёзд.
Этот объект входит в число перечисленных в оригинальной редакции «Нового общего каталога».